# Rikugun Ki-93
Rikugun Ki-93 là một mẫu thử nghiệm máy bay tiêm kích của Nhật Bản trong Chiến tranh thế giới II. Do Viện nghiên cứu kỹ thuật hàng không lục quân thiết kế, đây là một loại máy bay tiêm kích hạng nặng trang bị pháo cỡ lớn nhằm chống tàu và máy bay ném bom.

## Tính năng kỹ chiến thuật (Ki-93-Ia)
Dữ liệu lấy từ Japanese Aircraft of the Pacific War
Đặc tính tổng quan
- Kíp lái: 2
- Chiều dài: 14,215 m (46 ft 8 in)
- Sải cánh: 19,00 m (62 ft 4 in)
- Chiều cao: 4,85 m (15 ft 11 in)
- Diện tích cánh: 54,75 m2 (589,3 foot vuông)
- Trọng lượng rỗng: 7.686 kg (16.945 lb)
- Trọng lượng có tải: 11.440 kg (25.221 lb)
- Động cơ: 2 × Mitsubishi Ha-214 , 1.470 kW (1.970 hp)  mỗi chiếc (take-off power)[1]
- Cánh quạt: 6-lá VDM, 3,80 m (12 ft 6 in) đường kính

Hiệu suất bay
- Vận tốc cực đại: 624 km/h (388 mph; 337 kn) trên độ cao 8.300 m (27.200 ft)
- Vận tốc hành trình: 350 km/h (217 mph; 189 kn) at sea level
- Tầm bay: 3.000 km (1.864 mi; 1.620 nmi)
- Trần bay: 12.050 m (39.534 ft)

Vũ khí trang bị

- Súng: 

  - 1× pháo Ho-401 57 mm
  - 2× pháo Ho-5 20 mm
  - 1× súng máy Ho-103 12,7 mm